# Erik Seidel
Pour les articles homonymes, voir Seidel.
Erik Seidel, né le 6 novembre 1959 à New York, est un joueur de poker professionnel américain.

## Biographie et poker
À l'origine, Erik Seidel est un joueur de backgammon qu'il a pratiqué à haut niveau pendant 8 ans, avant de s'intéresser à la bourse puis au poker.
Pour son premier tournoi majeur, Erik finit 2e du Main Event des World Series of Poker 1988, évenement remporté par Johnny Chan. La main finale a été reprise en 1998 dans le film culte Les Joueurs. Seidel a de nouveau atteint la table finale du Main Event WSOP en 1999, finissant cette fois à la quatrième place.
En 2007, il gagne le World Poker Tour Foxwoods Poker Classic pour 992 890 $.
En 2010, il rentre dans le cercle fermé du Poker Hall of Fame.
En 2011, il gagne le 250.000 Super High Roller de l'Aussie Millions pour un gain de 2.500.000 AUD (soit environ à 2 472 000 $), son plus gros gain en tournoi.
En 2021, Erik Seidel a gagné 9 bracelets WSOP, fait partie du Poker Hall of Fame en remporté plus de 34 500 000 $ en tournoi ce qui le classe en troisième place de la All Time Money List.
Le 9 décembre 2023, il remporte son dixième bracelet WSOP au cours du tournoi 50,000$ Super High Roller.

## Bracelets WSOP
Seidel, dont le premier bracelet remonte à plus de trois décennies après une victoire dans l'Event #4: $2,500 Limit Hold'em en 1992 lorsque les World Series se déroulaient à Binion's Horseshoe (Las Vegas), rejoint un club d'élite de joueurs avec dix bracelets qui comprend Phil Ivey, Johnny Chan et feu Doyle Brunson. Le seul joueur avec plus de bracelets est Phil Hellmuth avec 17 bracelets.
| Année  | Tournoi                                                                 | Prix (US$) |
| ------ | ----------------------------------------------------------------------- | ---------- |
| 1992   | $2,500 Limit Hold'em                                                    | $168 000   |
| 1993   | $2,500 Omaha 8 or Better                                                | $94 000    |
| 1994   | $5,000 Limit Hold'em                                                    | $210 000   |
| 1998   | $5,000 Deuce to Seven Draw                                              | $132 700   |
| 2001   | $3,000 No Limit Hold'em                                                 | $411 300   |
| 2003   | $1,500 Pot Limit Omaha                                                  | $146 100   |
| 2005   | $2,000 No Limit Hold'em                                                 | $611 795   |
| 2007   | $5,000 World Championship No-Limit Deuce to Seven Draw Lowball w/rebuys | $538 835   |
| 2021 O | $10,000 Super Million$ High Roller                                      | $977 842   |
| 2023   | $50,000 Super High Roller                                               | $1 704 400 |